# Монтезума (Айова)
Монтезума (англ. Montezuma) — місто (англ. city) в США, в окрузі Повешік штату Айова. Населення — 1442 особи (2020).

## Географія
Монтезума розташована за координатами 41°34′59″ пн. ш. 92°31′40″ зх. д. / 41.58306° пн. ш. 92.52778° зх. д. (41.582991, -92.527828).  За даними Бюро перепису населення США в 2010 році місто мало площу 6,46 км², з яких 6,43 км² — суходіл та 0,03 км² — водойми.

## Демографія
Згідно з переписом 2010 року, у місті мешкали 1462 особи в 632 домогосподарствах у складі 399 родин. Густота населення становила 226 осіб/км².  Було 692 помешкання (107/км²).
Расовий склад населення:
| - 98,2 % — білих - 0,4 % — чорних або афроамериканців - 0,3 % — корінних американців - 0,1 % — азіатів |

До двох чи більше рас належало 0,8 %. Частка іспаномовних становила 1,4 % від усіх жителів.
За віковим діапазоном населення розподілялося таким чином: 23,5 % — особи молодші 18 років, 56,7 % — особи у віці 18—64 років, 19,8 % — особи у віці 65 років та старші. Медіана віку мешканця становила 42,5 року. На 100 осіб жіночої статі у місті припадало 90,1 чоловіків;  на 100 жінок у віці від 18 років та старших — 87,4 чоловіків також старших 18 років.
Середній дохід на одне домашнє господарство  становив 56 978 доларів США (медіана — 50 966), а середній дохід на одну сім'ю — 71 070 доларів (медіана — 66 167). Медіана доходів становила 42 917 доларів для чоловіків та 32 566 доларів для жінок. За межею бідності перебувало 17,4 % осіб, у тому числі 26,6 % дітей у віці до 18 років та 11,7 % осіб у віці 65 років та старших.
Цивільне працевлаштоване населення становило 732 особи. Основні галузі зайнятості: виробництво — 28,1 %, роздрібна торгівля — 17,8 %, освіта, охорона здоров'я та соціальна допомога — 17,2 %.